# Listen to Wikipedia
Listen to Wikipedia, também conhecido como L2W ou Hatnote: Listen To Wikipedia, é um visualizador multimédia desenvolvido por Mahmoud Hashemi e Stephen LaPorte que traduz as edições recentes da Wikipédia numa apresentação de imagens e sons. A aplicação de software de código aberto cria um gráfico estatístico em tempo real com som das contribuições para a Wikipédia de todo o mundo. Para o efeito, o L2W utiliza a biblioteca gráfica D3.js
O conceito de Listen to Wikipedia baseia-se na BitListen, originalmente conhecida como Listen to Bitcoin, uma aplicação criada por Maximillian Laumeister.

## Apresentação

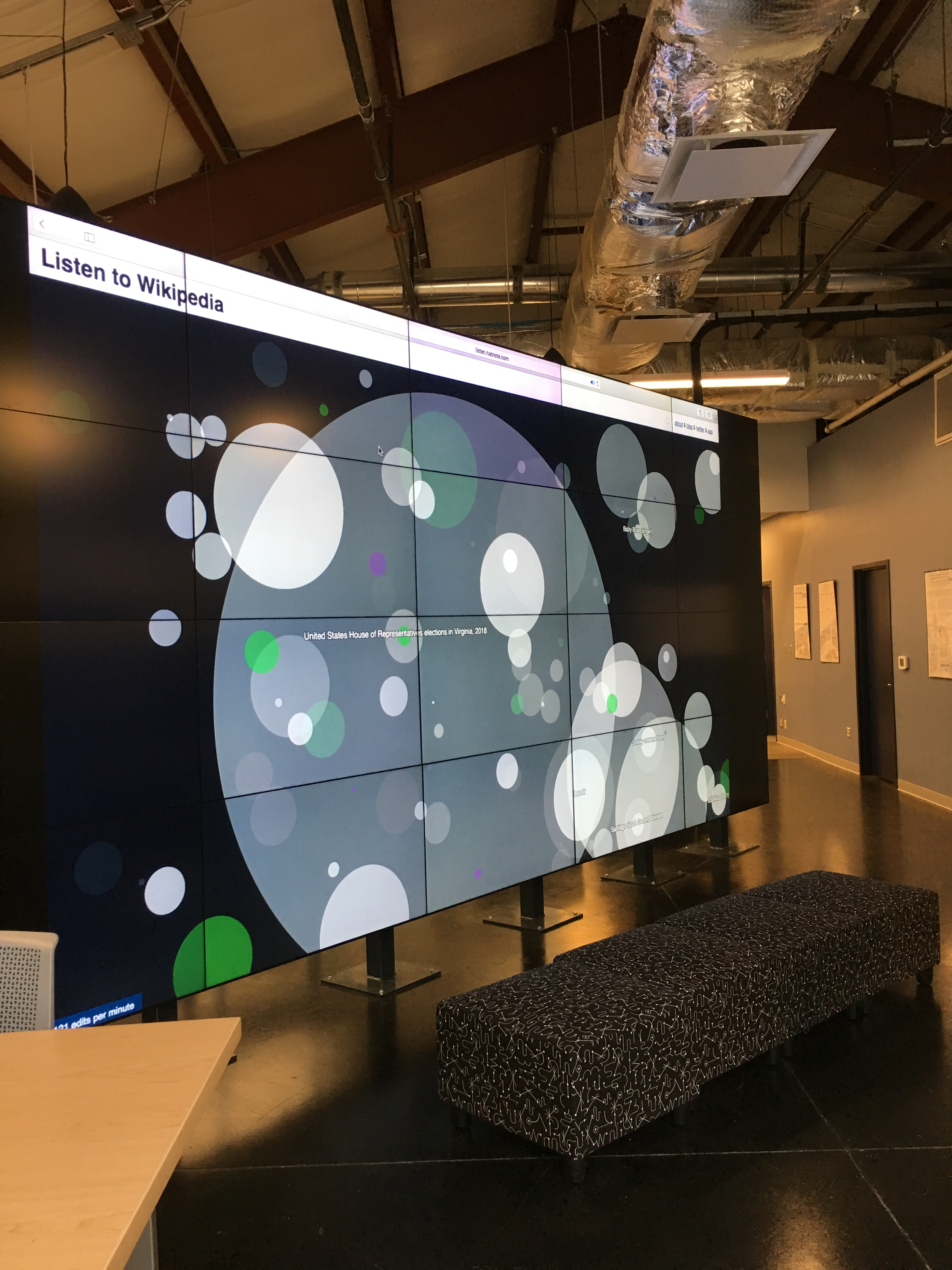
Listen to Wikipedia exibido emuniversidade de Virginia

### Audio
Cada edição produz uma nota na escala pentatónica. Os sons de sino de uma celesta correspondem a edições com uma adição líquida de conteúdo à Wikipédia, e os dedilhados de um clavicórdio correspondem a subtracções líquidas de conteúdo. O tom é inversamente proporcional ao tamanho da edição (notas mais graves são produzidas por edições maiores). Os utilizadores da Wikipédia recém-registados são recebidos por um acorde de violino.

### Visuais
Cada edição cria um círculo de uma das três cores: branco para usuários registrados, verde para usuários não registrados e violeta para bots da Wikipédia. O tamanho de um círculo é proporcional à magnitude da alteração executada pela edição; círculos maiores são produzidos por edições maiores. O nome do artigo editado é exibido no centro do círculo. Clicar no texto abre uma página da Wikipédia em uma nova guia no navegador do usuário, mostrando a revisão. Uma barra azul na parte superior da tela aparecerá sempre que um novo usuário da Wikipédia for registrado, listando seu nome de usuário. No canto inferior esquerdo, há uma barra que mostra a quantidade de edições por minuto.